# Saint-Masmes
Saint-Masmes ist eine französische Gemeinde mit 527 Einwohnern (Stand: 1. Januar 2022) im Département Marne in der Region Grand Est. Die Gemeinde gehört zum Arrondissement Reims und zum Kanton Mourmelon-Vesle et Monts de Champagne. 

## Geographie
Saint-Masmes liegt etwa 17 Kilometer ostnordöstlich des Stadtzentrums von Reims. Umgeben wird Saint-Masmes von den Nachbargemeinden Heutrégiville im Norden, Selles im Osten und Südosten, Époye im Süden sowie Lavannes im Westen.

## Bevölkerungsentwicklung
| Jahr                       | 1962 | 1968 | 1975 | 1982 | 1990 | 1999 | 2006 | 2012 | 2018 |
| Einwohner                  | 336  | 322  | 335  | 432  | 484  | 523  | 460  | 456  | 472  |
| Quellen: Cassini und INSEE |      |      |      |      |      |      |      |      |      |

## Sehenswürdigkeiten
- Kirche Saint-Masmes, seit 1921 Monument historique

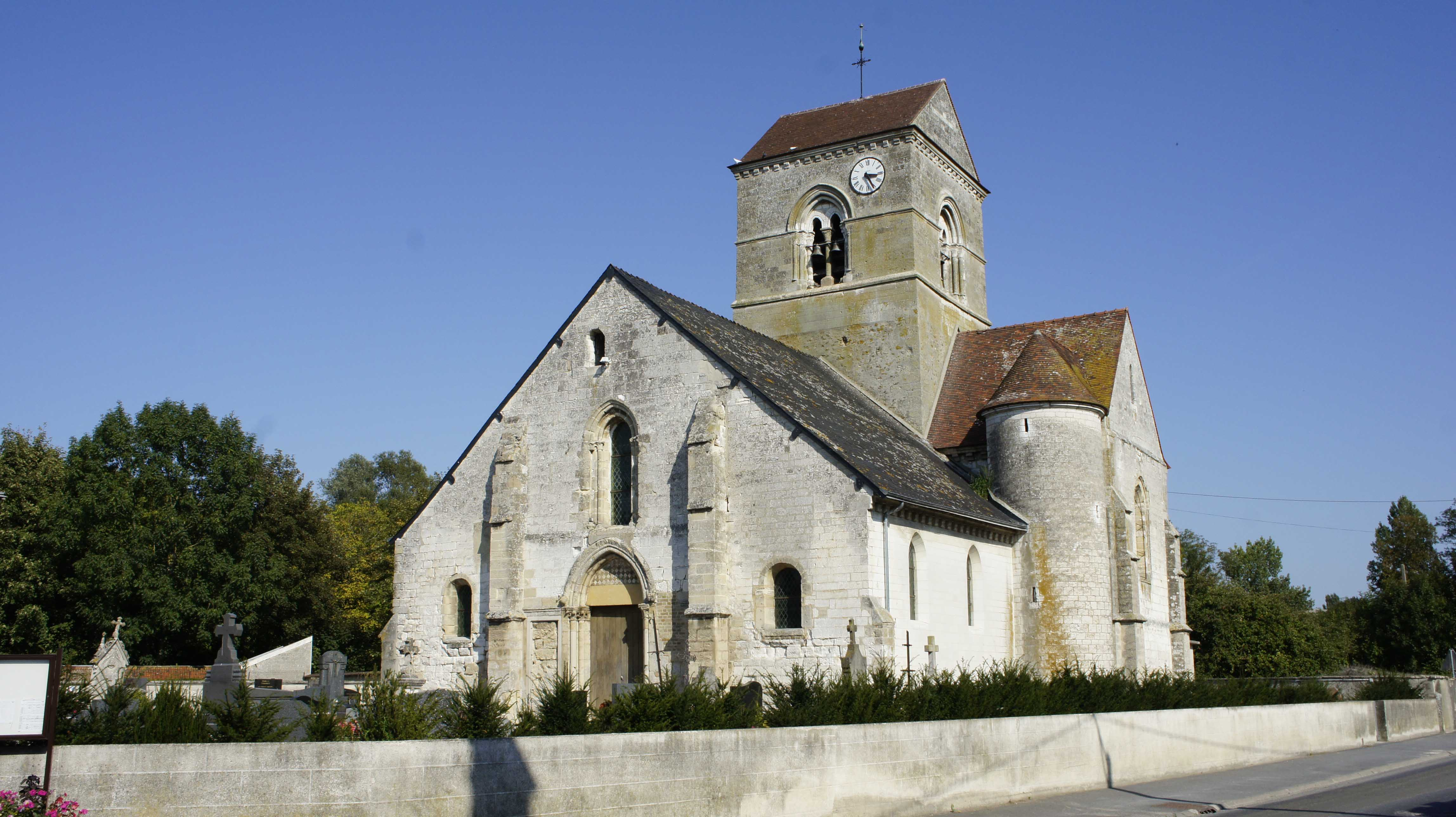
Kirche Saint-Masmes